# ژونگ ویجون
ژونگ ویجون (چامورو: 仲为君) بازیکن تیم ملی والیبال چین است.